# 卡莱鲁埃拉
卡莱鲁埃拉，是西班牙卡斯蒂利亚-拉曼恰托莱多省的一个市镇。总面积9平方公里，总人口293人（2001年），人口密度33人/平方公里。